# Łucja z Narni
Łucja z Narni, właśc. Lucia Brocadelli (ur. 13 grudnia 1476 w Narni, zm. 15 listopada 1544 w Ferrarze) – włoska tercjarka dominikańska, mistyczka i stygmatyczka, błogosławiona Kościoła katolickiego.

## Życiorys
Łucja Brocadelli była najstarszym z jedenaściorga dzieci Bartolomea i Gentiliny Brocadellich. Wychowywała się w religijnej atmosferze.
W wieku 12 lat złożyła ślub czystości, którego nie złamała mimo małżeństwa zaaranżowanego przez jej wuja z młodym hrabią Pietrem. Łucja często miewała wizje mistyczne, które niepokoiły jej męża. Po krótkim okresie trwania białego małżeństwa Łucja uciekła do domu swej matki, a następnie przyjęła habit tercjarki dominikańskiej. Pietro pojawił się jeszcze kilkakrotnie, namawiając ją do powrotu. W końcu jednak zaakceptował jej wybór, a sam wstąpił do franciszkanów.
W Viterbo i Ferrarze Łucja założyła wspólnoty dominikańskich tercjarek.
25 lutego 1496 r. otrzymała stygmaty, które po latach zniknęły i mimo że ich prawdziwość była potwierdzona przez władze Kościoła, Łucja została posądzona o oszustwo. Przełożony dominikanów nałożył na nią pokutę, przez co resztę życia spędziła w izolacji. Zmarła 15 listopada 1544.

## Kult
Kult Łucji rozpoczął się już w momencie jej śmierci. Kiedy cztery lata po pogrzebie, w którym uczestniczyły tłumy wiernych, otwarto jej trumnę, okazało się, że ciało jest w nienaruszonym stanie. Później złożono je w szklanej trumnie.
Łucja z Narni została oficjalnie ogłoszona błogosławioną przez papieża Klemensa XI w 1710 r.
Kiedy klasztor dominikanek w Ferrarze został skasowany przez Napoleona w 1797 r., trumnę z ciałem błogosławionej przeniesiono do katedry w Ferrarze, a w 1935 r. do katedry w Narni, gdzie znajduje się do dziś.

### Dzień obchodów
Wspomnienie liturgiczne Łucji w Kościele rzymskokatolickim obchodzone jest w dzienną pamiątkę śmierci (lub lokalnie 16 listopada), natomiast w zakonach dominikańskich 14 listopada, a w Kościele lokalnym 15 lub 16 listopada.

### Ikonografia
W ikonografii bł. Łucja przedstawiana jest w habicie dominikańskim, a jej atrybutami jest Dziecię Jezus nawiązujące do wizji i przeżyć mistycznych, podczas których Łucja piastowała Dzieciątko oraz stygmaty, którymi została obdarzona, będące wyrazem jej pasyjnej pobożności.

## Odniesienia w kulturze popularnej
Łucja z Narni jest jedną z bohaterek powieści historycznej Prince of Foxes Samuela Shellabargera (wyd. 1947).
Walter Hooper, biograf C.S. Lewisa nie wyklucza, że pisarz inspirował się postacią Łucji z Narni, tworząc bohaterkę swego cyklu o Narnii, Łucję Pevensie – dziewczynkę, która widzi rzeczy niewidoczne dla innych. Bez wątpienia natomiast pisarz zaczerpnął nazwę stworzonej przez siebie magicznej krainy z łacińskiej wersji nazwy miasta Narni.